# Roker Park
Roker Park – dawny stadion znajdujący się w mieście Sunderland w Anglii. Na tym obiekcie rozegrano cztery spotkania Mistrzostw Świata w Piłce Nożnej 1966. Swoje mecze rozgrywał na nim zespół Sunderland A.F.C. W ostatnich latach funkcjonowania pojemność obiektu wynosiła 22 500. Został zburzony w 1997 roku.